# OMG (album)
OMG je první studiové album anglického dubstepového hudebníka jménem Rusko. Album vyšlo v roce 2010 u vydavatelství Mad Decent. V roli hostujících hudebníků se na albu podíleli například Amber Coffman ze skupiny Dirty Projectors nebo rapper Gucci Mane.

## Seznam skladeb
1. „Woo Boost“
2. „Hold On“ (feat. Amber Coffman)
3. „Rubadub Shakedown“ (feat. Rod Azlan)
4. „Dial My Number“
5. „I Love You“
6. „Kumon Kumon“
7. „Scareware“ (feat. Redlight)
8. „Raver's Special“
9. „Feels So Real“ (feat. Ben Westbeech)
10. „You're on My Mind Baby“
11. „Got Da Groove“ (feat. Gucci Mane)
12. „Oy“ (feat. Crookers)
13. „My Mouth“
14. „District Line“